# レイシガイ
レイシガイ（レイシア・ブロンニ、Reishiaのbronni、Thais bronni ）は、潮間帯から水深30ｍ程までの岩礁底に広く生息する普通種。は殻長は4cm程で、やや厚質。結節の大きさは、生息環境により変化する。ある種の海のカタツムリ、海洋腹足類 軟体動物で科はMuricidae、murexカタツムリ、岩のカタツムリ。

## 説明
シェルサイズは40mmおよび66mm 

## 分布
この種は日本に沿って太平洋に分布。 